# Bernd Tönnies
Bernd Tönnies (* 11. April 1952 in Rheda; † 1. Juli 1994 in Münster), [ˈtœnjəs], war ein deutscher Unternehmer und Sportfunktionär. Er war zusammen mit seinem Bruder Clemens Tönnies Geschäftsführer der Unternehmensgruppe Tönnies Fleisch und im Jahr 1994 Präsident des FC Schalke 04.

## Herkunft und berufliche Tätigkeit
Bernd Tönnies war der älteste Sohn von sechs Kindern eines Metzgers in Rheda. 1971 gründete er sein erstes Unternehmen, einen Fleisch- und Wurstwaren-Großhandel in Rheda-Wiedenbrück. Seine Geschäftsidee war, Tiere nicht einfach nur zu schlachten, sondern das Fleisch direkt als fertige Produkte für den Lebensmitteleinzelhandel anzubieten. Dafür wurden Schlachtung und Zerlegung mit hohem Maschineneinsatz zentral gebündelt. 1975 gründete Bernd Tönnies einen neuen Standort im benachbarten Herzebrock. 1982 beteiligte sich sein Bruder Clemens Tönnies mit 40 % am Unternehmen. 1992 nahm er das neue Fleischwerk in Rheda-Wiedenbrück mit 400 Arbeitsplätzen in Betrieb. 1994 beschäftigte die Unternehmensgruppe an den Standorten in Rheda-Wiedenbrück, Sögel (Niedersachsen) und Weißenfels (Sachsen-Anhalt), Groenloh (Niederlande) und St. Petersburg (Russland) rund 4000 Mitarbeiter. Weitere Standorte sind Otto Bauer (Wethau) mit 500 Mitarbeitern und Westfalenkrone (Herzebrock). 
Am 7. Februar 1994 wurde Bernd Tönnies auf einer außerordentlichen Mitgliederversammlung zum neuen Präsidenten des FC Schalke 04 gewählt. Vor der Wahl musste die Vereinssatzung geändert werden, weil Bernd Tönnies noch kein ganzes Jahr Mitglied des Vereins war.

## Tod im Jahre 1994
Bernd Tönnies, der während eines Urlaubs im Jahr 1992 einen Herzinfarkt erlitt und im Februar 1993 wegen Nierenversagens in Lebensgefahr schwebte, starb am 1. Juli 1994 an den Folgen einer Lungeninfektion nach einer Nierentransplantation. Er war mit Evelin Tönnies verheiratet und hinterließ zwei Söhne, Robert (* 1978) und Clemens jun., denen er 60 % seines Unternehmens vermachte. Sein jüngerer Bruder Clemens Tönnies führt den Fleischkonzern seit 1994.
Seit 2011 vergibt die Tönnies-Gruppe den Bernd-Tönnies-Preis. Der Namensgeber des Preises hat sich früh mit zukunftsorientierten Fragen der Schlachtung und Zerlegung auseinandergesetzt. So ließ er sich 1988 ein innovatives „Verfahren zum Betäuben von lungenatmenden Schlachttieren“ (Dekompression) patentieren. Die mit 10.000 Euro dotierte Auszeichnung wird alle zwei Jahre vergeben. Damit würdigt das Unternehmen wissenschaftliche und journalistische Arbeiten, die sich mit dem Tierschutz in der Nutztierhaltung befassen.